# 吳益政
吳益政（1963年4月4日—），中華民國政治人物，曾為親民黨與台灣民眾黨雙重黨籍高雄市議員。連任5屆高雄市議員。

## 生平
曾擔任前親民黨立委邱毅的助理、前中國國民黨立委林宏宗的主任。2010年高雄市議長選舉，許崑源當選議長，但因投票過程發生議員亮票事件，共8位議員遭起訴，時任議員的吳益政則獲緩起訴處分。2011年5月，高雄地檢署發現多名議員涉嫌偽造人頭助理簽名或蓋章，冒領助理費，共起訴23人。吳益政一審遭判刑4個月，得易科罰金。吳益政等10名被告不服上訴，遭高雄高分院駁回，維持一審判決定讞。2012年邱毅在高雄市第7選區參選立委選情吃緊時邀集二百多名重要樁腳拜訪邱毅競選總部，宣示力挺邱毅到底。2018年一度以無黨籍參選高雄市市長，但其後自行宣布退選。2020年為投入2020年高雄市市長補選，加入台灣民眾黨，其稱只要中央政府「還」高雄市800億，即退選改挺陳其邁。2020年8月15日的高雄市市長補選中，以38,960票、4.06%的得票率，敗給民主進步黨的候選人陳其邁。

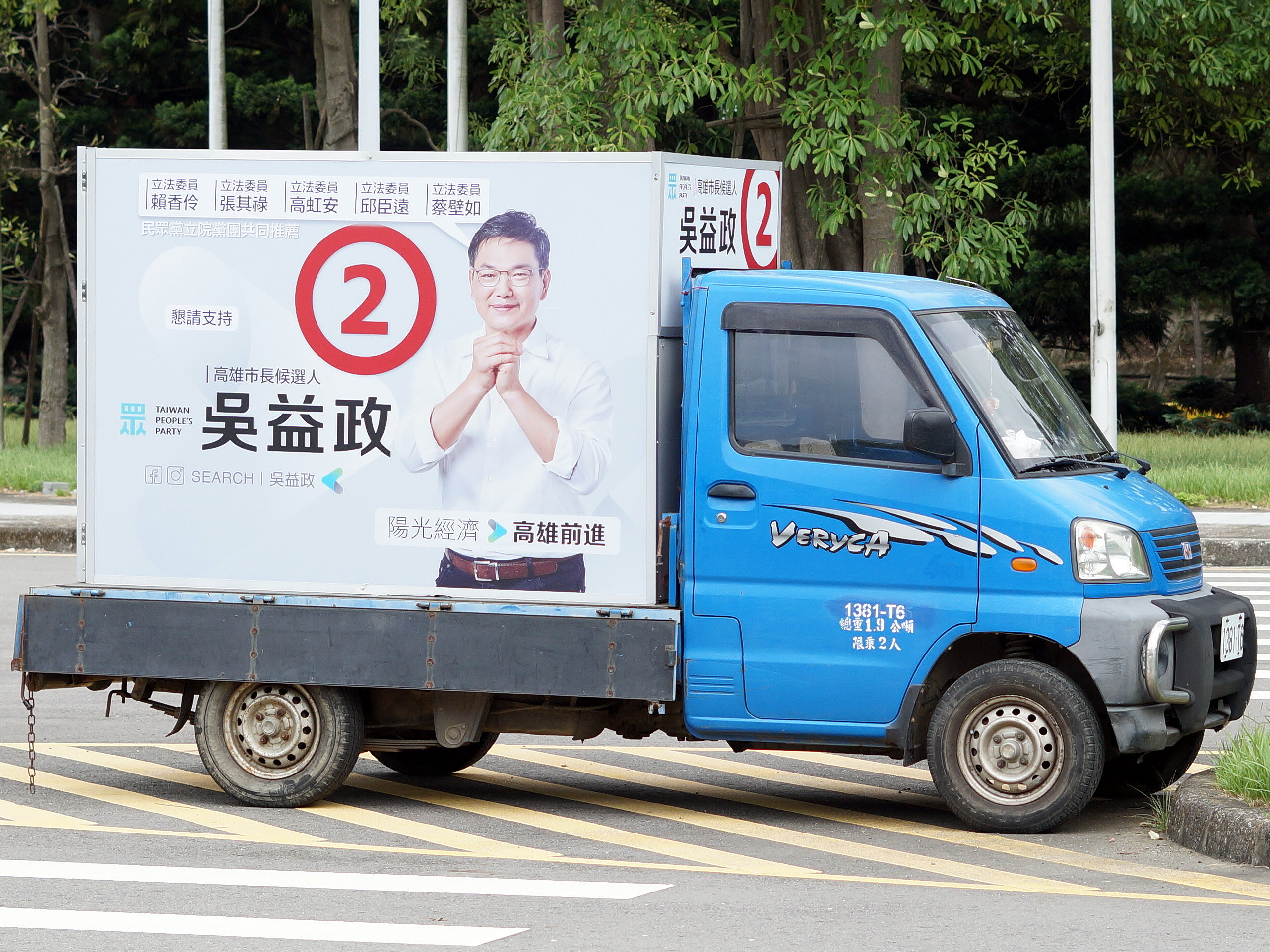
吳益政的選舉車

## 政治見解
在2020年立法委員選舉公報上，吳益政表明「主權獨立，兩岸邦聯」，談政見時表示「你可以跟任何人好，但是任何人不可以違反我們自己的主體性，這是談兩岸關係時很重要的第一步。古今中外國家在結構上本來就有各種模式，台灣站在自己的主體性有自己的主權，邦聯的參考像歐盟也是一種模式。」。
2018年7月6日，吳益政提出若當選高雄市市長，要透過市府投入資金發行虛擬的「高雄幣」，鼓勵市民透過綠色減碳等實際行為換取高雄幣，可在現有公車捷運、公共自行車及藝文展演等市府公有閒置資源和生產剩餘市場使用，讓市民過綠色生活也能創造價值得到回饋，讓閒置資源與生產剩餘價值得以投入市場、活絡使用。他並宣示，若當選市長，兩年任期內所有薪資將投入高雄幣基金，自己將只領取高雄幣。

## 軼事
吳益政之子吳東燁為任職於前臺北市議員邱威傑（呱吉）辦公室之員工，曾在吳益政參選立委時，協助安排他上呱吉的直播節目談政見，吳東燁特別澄清吳益政與邱威傑間無任何利益關係。

## 選舉紀錄
| 年度 | 選舉屆數             | 選舉區           | 所屬政黨   | 得票數 | 得票率 | 當選標記 | 備註 |
| ---- | -------------------- | ---------------- | ---------- | ------ | ------ | -------- | ---- |
| 2002 | 第六屆高雄市議員選舉 | 高雄市第四選舉區 | 親民黨     | 11,067 | 7.13%  |          |      |
| 2006 | 第七屆高雄市議員選舉 | 高雄市第四選舉區 | 親民黨     | 12,083 | 8.35%  |          |      |
| 2010 | 第一屆高雄市議員選舉 | 高雄市第八選舉區 | 親民黨     | 16,267 | 10.88% |          |      |
| 2014 | 第二屆高雄市議員選舉 | 高雄市第八選舉區 | 親民黨     | 15,910 | 11.86% |          |      |
| 2018 | 第三屆高雄市議員選舉 | 高雄市第八選舉區 | 親民黨     | 15,293 | 10.18% |          |      |
| 2020 | 第十屆立法委員選舉   | 高雄市第六選舉區 | 親民黨     | 11,964 | 4.95%  |          |      |
| 2020 | 第三屆高雄市市長補選 | 高雄市           | 臺灣民眾黨 | 38,960 | 4.06%  |          |      |
| 2022 | 第四屆高雄市議員選舉 | 高雄市第八選舉區 | 無黨籍     | 10,874 | 9.35%  |          |      |

## 外部連結
- 吳益政的官方 Facebook （页面存档备份，存于）
- 吳益政的官方 Instagram
- 益政言詞 Podcast （页面存档备份，存于）
- 高雄市議員吳益政之質詢紀錄（页面存档备份，存于）
- 吳益政部落格 理想城市高雄市（页面存档备份，存于）
- YouTube上的吳益政頻道
- YouTube上的『倔強 堅持』吳益政頻道